# Sotsji (rivier)
Sotsji (Russisch: Сочи, Adygees: Шъачэ, Abchazisch: Шəачa, Oebychs: Шьача) is een rivier die stroomt door de districten Tsentralny en Chostinski van de stad Sotsji in het zuiden van de Russische kraj Krasnodar. Het is de derde rivier naar lengte van Sotsji na de Mzymta en de Sjache. De belangrijkste zijrivieren zijn Iegosjka, Oesjcho, Ats en Agva.
De rivier stroomt uit in de Zwarte Zee in het district Tsentralny, waarbij de oevers zijn verstevigd met beton. Plaatsen aan de rivier zijn verder Baranovka, Plastoenka, Orechovka en Azjek.
In de jaren 30 van de 20e eeuw werd er goud gevonden.

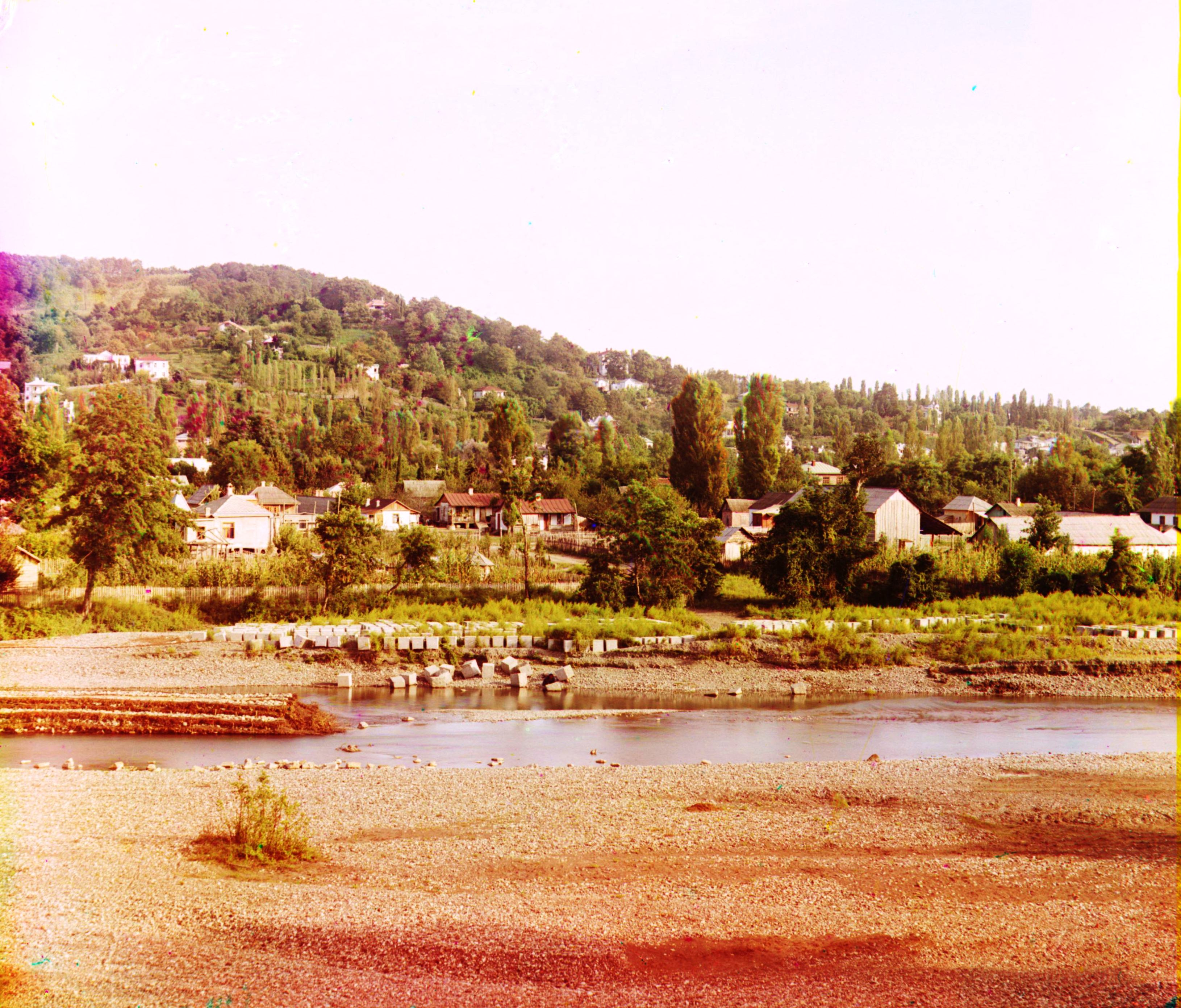
Plaats Sotsji gezien vanaf de rivier begin 20e eeuw (Prokoedin-Gorski)

- Virtual International Authority File: 315164055